# Igeler Verwerfung

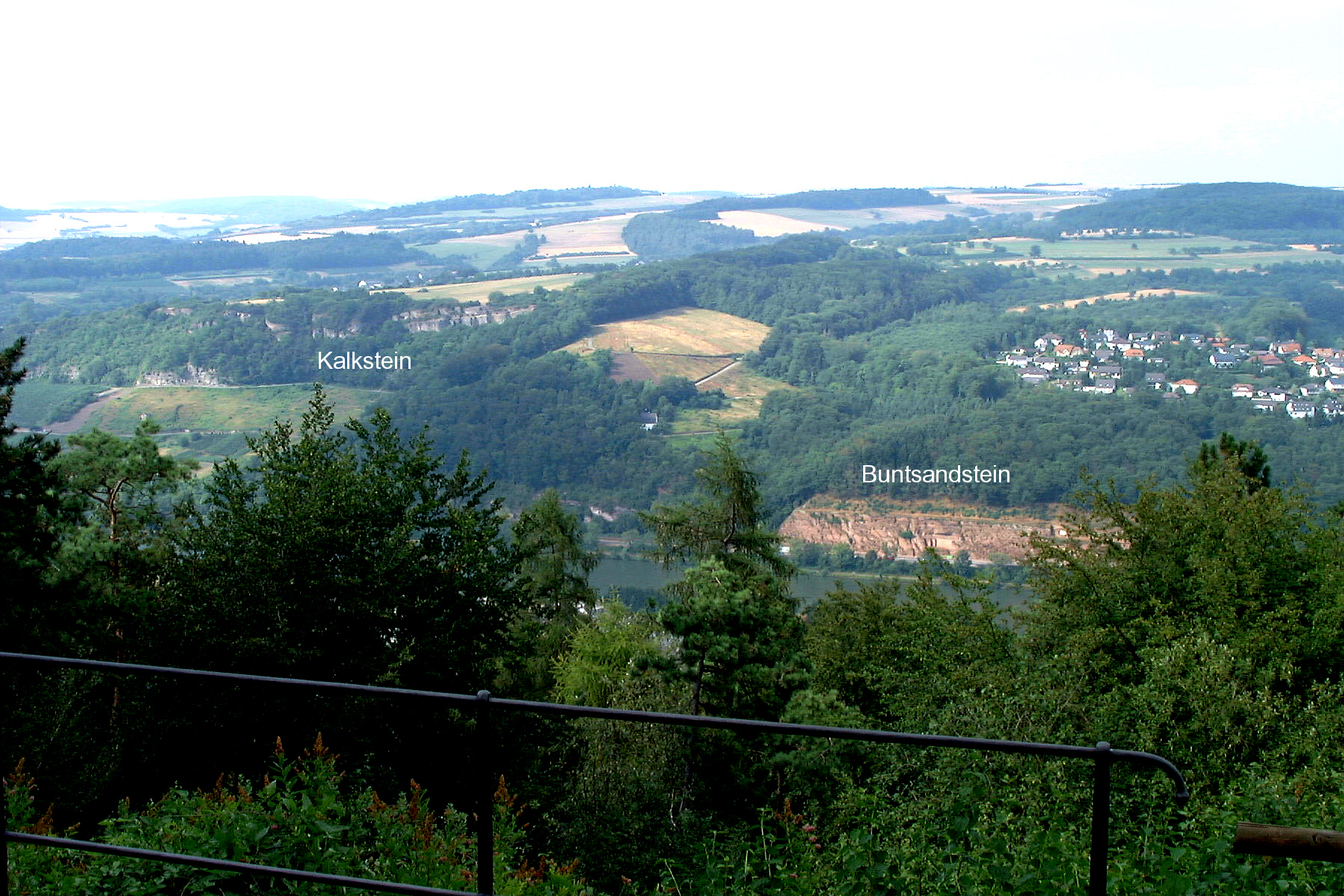
Blick vom Liescher Berg auf die Igeler Verwerfung. Die Blickrichtung ist ungefähr Nordnordost.

Die Igeler Verwerfung, auch Igeler Sprung genannt, ist eine in südwestlich-nordöstlicher Richtung verlaufende geologische Bruchstelle (Verwerfung) im triassischen Deckgebirge der Trierer Bucht nordwestlich des Ortes Igel an der Obermosel, etwa zehn Kilometer flussaufwärts von Trier. Sie ist nur eine von weiteren gleichartig orientierten Verwerfungen in der Region. Anders als bei vielen dieser Verwerfungen, die für den Laien nicht ohne weiteres erkennbar sind, sind die Auswirkungen der Igeler Verwerfung – vom gegenüberliegenden 347 m hohen Liescher Berg oberhalb des Ortes Wasserliesch aus – gut zu sehen.
Auf dem Aussichtspunkt Liescher Berg fallen dem Betrachter am gegenüberliegenden Moselufer die aus der frühen Trias stammenden roten Sandsteinfelsen des Mittleren oder Oberen Buntsandsteins sofort ins Auge. Unmittelbar nordwestlich davon („links daneben“), nur rund 100 Meter weiter oben am Hang, treten hingegen gräuliche Felsen des Oberen Muschelkalks aus der mittleren Trias zutage. Bei Sedimentgesteinen lagern normalerweise jüngere Schichten bzw. Schichtenstapel auf den älteren Schichtenstapeln. Da der Obere Muschelkalk der deutlich jüngere der beiden Schichtenstapel ist und die Schichten dort generell weitgehend waagerecht (söhlig) liegen, dürften am Moselufer bei Igel diese Sand- und Kalksteinfelsen eigentlich nicht so nahe beieinander vorkommen. Der Grund, dass sie es doch tun, ist ein fast senkrechter Versatz der Schichtenstapel zueinander – die Igeler Verwerfung. Hierbei liegt die Scholle nordwestlich der Verwerfung geologisch tiefer als die Scholle südöstlich der Verwerfung, sodass dort die Schichten sowohl des Oberen als auch des Mittleren Muschelkalks * erhalten geblieben sind, während sie auf der südöstlichen Scholle bereits abgetragen wurden. Die Igeler Verwerfung setzt sich nach Südwesten unterhalb der Mosel und an der Nordwestflanke des Liescher Berges fort.